# Gimlet
«Ги́млет» (англ. Gimlet, в пер. «буравчик») — американская неуправляемая авиационная ракета, предназначенная для обороны и нападения в воздушном бою, а также для применения по наземным или надводным целям. Серийное производство «гимлетов» началось в 1958 году, но ввиду успехов американских конструкторов-ракетчиков в создании управляемых ракет класса «воздух—воздух» производство было свёрнуто уже в следующем году и не возобновлялось.

## Разработка
Разработка полуторадюймовой (38 мм) неуправляемой авиационной ракеты началась в 1951 году специалистами Испытательной станции вооружения флота в Чайна-Лейк, штат Калифорния, параллельно с аналогичным частным проектом, разрабатывавшимся инженерами ракетостроительного подразделения компании «Норт Америкен Авиэйшн». Необходимость разработки такого рода боеприпасов была обусловлена тем обстоятельством, что ввиду их меньшей массы, оснащавшиеся ими самолёты могли брать с собой на один вылет в шесть раз больше ракет по сравнению с уже имеющимися на вооружении стандартными 2,75-дюймовыми ракетами (70 мм). Однако, в 1952 году Главное управление вооружения ВМС США решило, что ни те, ни другие не удовлетворяют требованиям флота, из загашников были извлечены материалы по двухдюймовым ракетам (51 мм), которые вдруг стали главным приоритетом вооружения, разрабатываемого для палубной авиации флота и морской пехоты. Разработка двухдюймовых ракет началась ещё до Корейской войны, но была прекращена в пользу более насущных по меркам военного времени проектов (типа противотанковой НАР «Рэм»). Теперь же работы были возобновлены, к специалистам из Чайна-Лейк подключились инженеры компании-производителя алюминиевых труб «Хантер-Дуглас» в Риверсайде, Калифорния (филиала компании «Бриджпорт брасс»), отвечавшие за корпус ракеты и уже имевшие опыт работы с ракетами «Зуни». Тема получила название «Гимлет», которое есть не что иное, как обратное прочтение аббревиатуры «МиГ» (в американском военном лексиконе ставшего синонимом советских боевых самолётов вообще) с уменьшительным суффиксом «-лет». Основным предназначением ракеты, как следует из этимологии её названия, является применение в воздушном бою против истребительной авиации противника. Устройство новой ракеты в целом повторяло 2,75-дюймовый аналог с той разницей, что взрыватель мгновенного действия был заменён на взрыватель замедленного действия для подрыва боевой части во внутреннем пространстве обстреливаемой цели под оболочкой фюзеляжа с целью нанесения максимальных повреждений.

## Применение

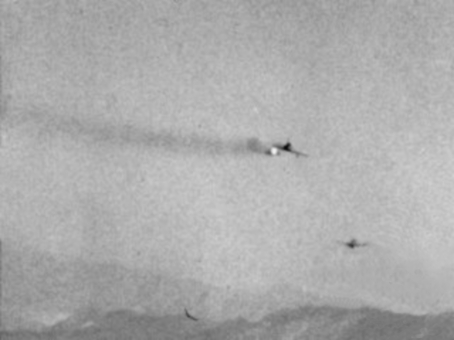
Стрельба ракетой с палубного истребителя «Фьюри» (в центре вверху) по самолёту-мишени «Хеллкэт» (справа внизу)

Испытания ракет начались в 1954 году, первый же обстрел маневрирующей воздушной мишени (переоборудованному в мишень истребителю «Хеллкэт») привёл к её поражению. Исходный блок ОРО нёс четыре ракеты, впоследствии был заменен на шестизарядный. Были также разработаны экспериментальные семи- и девятнадцатизарядные орудийные блоки. Сравнительные испытания вместе с ракетой T-214 ВВС США выявили необходимость снижения заметности ракеты «Гимлет» в процессе её боевого применения, в частности вспышки во время пуска и дымового шлейфа (инверсионного следа) тянущегося за ракетой, которые практически исключали фактор внезапности обстрела для противника. В Главном управлении вооружения ВМС распорядились инкорпорировать в конструкцию ракеты двигатель от T-214, новая ракета получила название «Т-Гимлет». Обе ракеты («Гимлет» исходной модели и «Т-Гимлет») были запущены в производство на Шумейкерском казённом заводе боеприпасов флота в Камдене, штат Арканзас, корпуса к ним Риверсайдском алюминиевом заводе «Хантер-Дуглас» на производственные нужды было выделено по разным данным около $5 млн. Тем не менее, фактор устаревания неуправляемых ракет в результате успешной разработки управляемых ракет в итоге пересилил и производство «гимлетов» было свёрнуто окончательно. Опыт организации производства в дальнейшем пригодился при запуске в серию ракет «Сайдуайндер». Работы по усовершенствованию ракет велись до начала 1960-х гг. но до повторного запуска в производство дело не дошло.